# Stefan Rinke
Stefan Rinke (Helmstedt, 31 de dezembro de 1965) é um historiador alemão. Desde 2005 é professor de História da América Latina no Instituto de Estudos Latinoamericanos e no Instituto Friedrich Meinecke da Universidade Livre de Berlim.

## Biografia
Depois de graduar-se no Gymnasium Julianum de Helmstedt em 1984, Stefan Rinke estudou História e Estudos Americanos em Bamberg e Bowling Green (Ohio) de 1985 a 1990. Completou seus estudos em 1989 com um mestrado pela Universidade de Bowling Green State e em 1990 com um diploma em história em Bamberg. A Fundação Friedrich Ebert o apoiou com uma bolsa de doutorado de 1991 a 1993. Em 1995 obteve seu doutorado pela Universidade Católica de Eichstätt com uma tese sobre as relações germano-latinoamericanas durante a República de Weimar de uma perspectiva transnacional. Seu orientador foi Hans-Joachim König. A obra foi publicada em 1996 como primeiro volume da série Historamericana, fundada por König e Rinke. Desde 2021, a série Historamericana é publicada pela Wissenschaftliche Buchgesellschaft (Darmstadt) e está disponível como Acesso Livre Ouro e Print on Demand.
De 1996 a 1998, a Fundação Alemã de Investigação (DFG) concedeu-lhe uma bolsa de pós-doutorado. Durante este tempo, Rinke efetuou períodos de investigação em Santiago do Chile e Washington D.C., entre outros lugares. Em setembro de 1998 foi nomeado professor assistente visitante cadeira de História Comparada das Américas e Europa na Universidade de Tufts, onde ensinou até 1999.
Em 1999, Stefan Rinke assumiu o cargo de professor assistente (wissenschaftlicher Assistent) em Eichstätt. Em 2003, completou sua "habilitação" com um estudo sobre a norteamericanização e a mudança sociocultural no Chile. Em 2005, foi nomeado professor de História da América Latina na Universidad Livre de Berlim. De 2007 a 2009, de 2017 a 2019 e de 2023 a 2024 foi diretor do Instituto de Estudos Latinoamericanos.

## Enfoque de investigação
Stefan Rinke explora a história da América Latina principalmente de uma perspectiva histórica transregional e global. Suas investigações têm foco nos temas globalização cultural e norteamericanização, cultura popular, revoluções, memória e consciência histórica, história do conhecimento, relações transamericanas, temporalidade e futuro. Abrangem o período que vai desde a época colonial (Colombo, Conquista do México, identidades crioulas), o período da independência (revoluções do Atlântico, pensamento sobre o futuro), o século XIX (construção do Estado e ditaduras, EE.UU. e América Latina), o século XX (Primera Guerra Mundial, futebol, aviação, especialistas) até a história contemporânea (memória e conflito na Colombia e no Chile, Colónia Dignidad). O foco regional inclui a história do Chile e do México.

## Atividades internacionais
Stefan Rinke tem sido professor visitante e investigador em importantes universidades internacionais, entre elas o Colegio de México e a Pontificia Universidad Católica do Chile.
De 2009 a 2018, foi porta-voz do primeiro Colégio Internacional de Graduados Germano-Latinoamericano (IGK 1531 "Between Spaces - Entre Espacios"), uma cooperação com instituições mexicanas dedicada à investigação interdisciplinar sobre a globalização na história e no presente. De 2010 a 2017, Stefan Rinke foi co-presidente do Centro de Investigação 700 "Governança em Espaços do Estado Limitado". 
Em 2014 organizou o Congresso Europeu dos Historiadores Latinoamericanistas na Universidade Livre de Berlim e foi presidente da Asociação de Historiadores Latinoamericanistas Europeos (AHILA) de 2014 a 2017. 
Desde 2019, Stefan Rinke é porta-voz do Colégio Internacional de Graduados "Temporalidades do Futuro na América Latina: Dinâmica da aspiração e da antecipação", uma cooperação germano-mexicana dedicada à investigação das temporalidades do futuro nas ciências humanas e sociais. De 2019 a 2022, ele também dirigiu o projeto de história oral sobre a Colônia Dignidade no Chile (CDOH), financiado pelo Ministério Federal das Relações Exteriores em nome do Bundestag alemão.
No projeto Gumelab, financiado pelo Ministério Federal de Educação e Pesquisa, Rinke e sua equipe investigam desde 2021 os efeitos das telenovelas e séries da América Latina sobre as atitudes políticas e a consciência histórica dos espectadores. Desde 2023, ele também dirige o projeto de pesquisa Selbstzeugnisse von Juden nach der Rückkehr aus Lateinamerika nach Berlin (1945/49-1970), que é financiado pela Fundação Einstein de Berlim.
Stefan Rinke é anfitrião de inúmeros bolsistas e pesquisadores de todo o mundo. Além disso, nomeou com êxito os historiadores Hilda Sabato (2011), Irina Podgorny (2013), Raanan Rein (2016), Max Paul Friedman (2018), Ricardo Pérez-Montfort (2020), Lilia Moritz Schwarcz (2021) e Diego Armus (2023) para os prêmios da Fundação Alexander von Humboldt.
Rinke supervisionou numerosas teses de doutorado premiadas. Os seus estudantes têm cadeiras na Argentina, no Brasil, no Chile, na Costa Rica, na na Colombia, Dinamarca, no México, nos Países Baixos, no Perú e na Suiça. Até o momento, no seu departamento, já foi concluída com sucesso uma habilitação, além de vários projetos de pós-doutorado de pesquisadores da Alemanha e do exterior.
Rinke é membro da junta consultiva do Instituto Histórico Alemão de Washington D.C. e Berkeley, do Centro Maria Sibylla Merian de Estudos Avançados (CALAS) em Guadalajara, México, e da Fundação Einstein de Berlim. Também é membro do conselho editorial de revistas científicas internacionais. Regularmente, Rinke avalia trabalhos científicos para editoras acadêmicas, revistas e organizações científicas em três continentes.

## Prêmios e distinções
Em 2003, Stefan Rinke foi agraciado com o prêmio da Eichstätter Universitätsgesellschaft por sua tese de habilitação. De 2013 a 2015 recebeu uma bolsa de investigação da Fundação Einstein de Berlim. Em 2017, recebeu o Prêmio Alzate da Academia Mexicana de Ciências e do Conselho Nacional de Ciência e Tecnologia (México) por seu desempenho e pesquisa na área da história latinoamericana. No ano seguinte, a Universidade Nacional de San Martin em Buenos Aires lhe otorgou um doutorado honoris causa. Em 2019, a Dahlem Research School outorgou-lhe o Prêmio à Excelente Supervisão de Doutorado. Rinke foi nomeado ainda pela Academia Mexicana de História e pela Academia Nacional de História do Ecuador como membro correspondente. Rinke foi homenageado como Talent Scouts no Henriette Herz Henriette Herz Scouting Program da Fundação Alexander von Humboldt em 2020.

## Monografias
- Conquistadoren und Azteken. Cortés und die Eroberung Mexikos. C. H. Beck, München 2019, ISBN 978-3-406-73399-4.
  - Inglês: Conquistadors and Aztecs: A History of the Fall of Tenochtitlan. Oxford University Press, 2023. ISBN 9780197552469.
  - Espanhol: Conquistadores y aztecas. Cortés y la conquista de México. edaf, 2021. ISBN 978-84-414-4076-0.
- com Walther L. Bernecker, Mariano Delgado, Friedrich Edelmayer, Nikolas Jaspert e Ursula Prutsch: Weltreich Spanien: Das Goldene Zeitalter.  Wissenschaftliche Buchgesellschaft, Darmstadt 2019, ISBN 978-3-8062-4020-7.
- Lateinamerika. Theiss, Darmstadt 2015, ISBN 978-3-8062-2601-0.
- Im Sog der Katastrophe. Lateinamerika und der Erste Weltkrieg. Campus, Frankfurt am Main 2015, ISBN 978-3-593-50269-4.
  - Inglês: Latin America and the First World War. Cambridge University Press. Cambridge 2017, ISBN 978-1-107-56606-4.
  - Espanhol: América Latina y la primera Guerra Mundial. Una historia global. FCE, Mexiko 2019, ISBN 978-6-071-66553-9.
- Kolumbus und der Tag von Guanahani 1492. Ein Wendepunkt der Geschichte. Theiss, Stuttgart 2013, ISBN 978-3-8062-2731-4.
- com Frederik Schulze: Kleine Geschichte Brasiliens. Beck, München 2013, ISBN 978-3-406-64441-2.
- Lateinamerika und die USA. Eine Geschichte zwischen Räumen – von der Kolonialzeit bis heute. (= Geschichte Kompakt). Wissenschaftliche Buchgesellschaft, Darmstadt 2012, ISBN 978-3-534-24551-2.
  - Espanhol: América Latina y Estados Unidos. Una historia entre espacios desde la época colonial hasta hoy. Marcial Pons/El Colegio de México, Madrid/México 2015, ISBN 978-84-15963-19-6.
  - Português: América Latina e Estados Unidos. Uma história entre espaços - do período colonial aos dias atuais. Autografía/EDUPE, Rio de Janeiro, 2015.
- Revolutionen in Lateinamerika. Wege in die Unabhängigkeit, 1760–1830. Beck, München 2010, ISBN 978-3-406-60142-2.
  - Espanhol: Las revoluciones en América Latina: Las vías a la independencia, 1760–1830. El Colegio de México, México 2011, ISBN 978-607-462-299-7.
- Geschichte Lateinamerikas. Von den frühesten Kulturen bis zur Gegenwart. Beck-Wissen. Beck, München 2010, ISBN 978-3-406-60693-9.
  - Türkisch: Latin Amerika Tarihi: İlk Uygarlıklardan Bugüne. Runik Kitap, Istanbul 2021. ISBN 978-6-257-75770-6.
  - Português: História de América Latina: Das Culturas Pre-Colombianas até o Presente. ediPUCRS, Porto Alegre 2012, ISBN 978-85-397-0204-6.
  - Espanhol: Historia de Latinoamérica. Desde las primeras culturas hasta el presente. El Colegio de México, México, 2016.
- Kleine Geschichte Chiles. Beck, München 2007, ISBN 978-3-406-54804-8.
- Begegnungen mit dem Yankee: Nordamerikanisierung und soziokultureller Wandel in Chile, 1898–1990 (= Lateinamerikanische Forschungen. Band 32). Böhlau, Köln 2004, ISBN 3-412-06804-7.
  - Espanhol: Encuentros con el yanqui: norteamericanización y cambio sociocultural en Chile 1898–1990. DIBAM, Santiago de Chile 2013, ISBN 978-956-244-071-4.
- Cultura de masas, reforma y nacionalismo en Chile, 1910–1931. Universidad Católica/Centro de Investigaciones Diego Barros Arana, Valparaiso 2002, ISBN 956-244-151-2.
- „Der letzte freie Kontinent“. Deutsche Lateinamerikapolitik im Zeichen transnationaler Beziehungen, 1918–1933. 2 Teilbände. Heinz, Stuttgart 1996, ISBN 3-88099-670-9 (zugleich: Eichstätt, Katholische Universität, Dissertation, 1995).
- Zwischen Weltpolitik und Monroe Doktrin: Botschafter Speck von Sternburg und die deutsch-amerikanischen Beziehungen, 1898–1908 (= Deutsch-Amerikanische Studien. Band 11). Heinz, Stuttgart 1992, ISBN 3-88099-629-6.

## Edições
- com Philipp Kandler e Dorothee Wein (eds.): Colonia Dignidad: Neue Debatten und interdisziplinäre Perspektiven (Frankfurt a.M./New York: Campus, 2023).
- com Karina Kriegesmann (eds.): Aufbrüche und Umbrüche: 50 Jahre Lateinamerika Institut der Freien Universität Berlin (Berlin: Freie Universität, 2022). DOI: http://dx.doi.org/10.17169/refubium-38622.
- com Carlos Riojas (eds.): Repensar el “Mundo”: Reflexiones y representaciones globales (siglos XV–XX) (Darmstadt: Wissenschaftliche Buchgesellschaft 2022).
- com Carlos Riojas (eds.): América Latina y la historia global: Repensar el mundo (México/Buenos Aires: Siglo XXI, 2022).
- com Carlos Alba Vega e Marianne Braig (eds.): La violencia en América Latina entre espacios temporales del pasado y del futuro (Berlin: Tranvía, 2022).
- com Nelson Chacón (eds.): Recopilación de fuentes para la historia Mapuche, siglos XVII, XVIII y XIX: edición y comentarios (Darmstadt: Wissenschaftliche Buchgesellschaft 2021), ISBN 978-3-534-30000-6.
- com Federico Navarrete e Nino Vallen (eds.): Der Codex Mendoza: Das Meisterwerk aztekisch-spanischer Buchkultur (wbg dition: Darmstadt, 2021), ISBN 978-3-534-27355-3.
- com Christian Cwik e Hans-Joachim König (eds.): Diktaturen in Lateinamerika im Zeitalter des Kalten Krieges (Stuttgart: Heinz, 2020), ISBN 978-3-88099-669-4.
- com Raanan Rein e David M.K. Sheinin (eds.): Migrants, Refugees, and Asylum Seekers in Latin America. Jewish Latin America, Vol. 12 (Leiden: Brill, 2020), ISBN 978-90-04-43224-6.
- com Nikolaus Böttcher e Nino Vallen (eds.): Distributive Struggle and the Self in the Early Modern World (Stuttgart: Heinz 2019).
- com Michael Wildt (eds.): Revolutions and Counter-Revolutions: 1917 and its Aftermath from a Global Perspective (Frankfurt: Campus 2017).
- com Carlos Riojas (eds.): Historia global: perspectivas y tensiones (Stuttgart: Heinz 2017).
- com Raanan Rein e Nadia Zysman (eds.): The New Ethnic Studies in Latin America (Leiden: Brill, 2017).
- com Mónika Contreras Saiz e Tajana Louis (eds.): Memoria y conflicto - memorias en conflicto: intercambios metódicos y teóricos de experiencias locales latinoamericanas (Stuttgart: Heinz 2016).
- com Ingrid Kummels, Claudia Rauhut e Birte Timm (eds.): Transatlantic Caribbean: Dialogues of People, Practice, Ideas (Bielefeld: Transcript, 2014).
- com Delia González de Reufels (eds.): Expert Knowledge in Latin American History: Local, Transnational, and Global Perspectives (Stuttgart: Heinz, 2014).
- com Mónika Contreras Saiz e Lasse Hölck (eds.): Gobernanza y seguridad: la conquista republicana de las fronteras latinoamericanas en el siglo XIX (Stuttgart: Heinz, 2014).
- com Diego Armus (eds.): Del football al fútbol/futebol: Historias argentinas, brasileras y uruguayas en el siglo XX (Frankfurt a.M./Madrid: Vervuert, 2014).
- com Kay Schiller (eds.): The FIFA World Cup 1930-2010: Politics, Commerce, Spectacle and Identities (Göttingen: Wallstein, 2014).
- com Carlos Alba e Marianne Braig (eds.): Latin America and Asia – Relations in the context of Globalization from Colonial Times to the Present. América Latina y Asia – relaciones en el contexto de la globalización de la época colonia hasta el presente (Stuttgart: Heinz, 2014).
- com Christina Peters (eds.): Global Play: Football Between Region, Nation, and the World in Latin American, African, and European History (Stuttgart: Heinz, 2014).
- com Georg Fischer, Christina Peters, Frederik Schulze (eds.): Brasilien in der Welt: Region, Nation und Globalisierung, 1870-1945 (Frankfurt a.M.: Campus 2013).
- com Carlos Alba, Marianne Braig e Guillermo Zermeño (eds.): Entre Espacios: Movimientos, actores y representaciones de la globalización (Berlim: Tranvía, 2013).
- com Hans-Peter Hinz e Frederik Schulze (eds.): Bicentenario: 200 Jahre Unabhängigkeit in Lateinamerika. Geschichte zwischen Erinnerung und Zukunft (Stuttgart-Berlim: Heinz-Deutsches Historisches Museum, 2011).
- com Inga Luther, Nina Elsemann e Franka Bindernagel (eds.): Erinnerung schreibt Geschichte: Lateinamerika und Europa im Kontext transnationaler Verflechtungen (Stuttgart: Heinz, 2011).
- com Helmut Bley, Hans-Joachim König y Kirsten Rüther, editores del área Globale Interaktion, Enzyklopädie der Neuzeit, 16 tomos. (Stuttgart: Metzler, 2005-2012). ISBN 978-3-476-01935-6.
- com Hans-Joachim König, editores da serie de livros HISTORAMERICANA (Stuttgart: Heinz, desde 2021 Darmstadt: Wissenschaftliche Buchgesellschaft).[2]
- com Jörg Baberowski e Michael Wildt editores da série de livros Eigene und Fremde Welten (Frankfurt a.M.: Campus)
- co-ed. Boletín del Instituto de Historia Argentina y Americana Dr. Emilio Ravignani (Buenos Aires: Universidad de Buenos Aires), ISSN 1850-2563.
- co-ed. Geschichte und Gesellschaft (Göttingen: Vandenhoek & Ruprecht), ISSN 2196-9000.
- co-ed. Iberoamericana: América Latina, España, Portugal (Frankfurt a.M./Madrid: Vervuert). ISSN 1577-3388.